# 永華國民運動中心
永華國民運動中心（全稱臺南市永華國民運動中心）是臺灣台南市首座的國民運動中心，位於中西區台南市議會旁，共三層樓高。2017年7月1日動工，2018年9月2日至9日試營運，於2018年9月12日正式啟用。

## 設施介紹

### 北棟
- 1F：游泳池、射擊場
- 2F：羽球場、籃球場

### 南棟
- 1F：體適能館、飛輪教室
- 2F：瑜珈教室
- 3F：桌/撞球室

## 外部連結
- 永華國民運動中心的Facebook專頁